# Аудіограма
Аудіограма — графічне зображення слухової функції, яке дозволяє оцінити ступінь порушень у слуховому аналізаторі.
Для отримання аудіограми використовуються спеціальні прилади — аудіометри. Вони складаються з джерела звуку і телефону. Пацієнт одягає навушники, а лікар подає на них звук на різних частотах, змінюючи на кожній гучність звуку. Визначається поріг чутливості — гучність звуку, при якій вухо вловлює сигнал
Результати вимірювання наносяться на систему координат у вигляді точок. По осі ординат відкладається рівень інтенсивності тонів у дБ, а на осі абсцис — висоту цих тонів у Гц. Після цього всі точки показань з'єднуються і отримується крива порогу слухового сприйняття — аудіограма.
Зіставлення порогів чутливості на кожній частоті з порами чутливості нормального вуха на відповідних частотах показує втрату слуху на цих частотах.